# Ibigawa
Ibigawa (jap. 揖斐川町 Ibigawa-chō) – miasto w Japonii, na wyspie Honsiu, w prefekturze Gifu. Według danych na rok 2020 miejscowość zamieszkiwało 19 529 mieszkańców , a gęstość zaludnienia wyniosła 24,3 os./km².